# Zelda II: The Adventure of Link
Zelda II: The Adventure of Link (The Legend of Zelda 2 リンクの冒険 Rinku no Bōken) er et konsolspil, som udkom til Nintendo Entertainment System i 1988 og Game Boy Advance i 2004. Spillet udkom også i 2003 som en del af The Legend of Zelda: Collector's Edition til GameCube.
Spillet er det andet spil i The Legend of Zelda-serien. Det fik ikke så stor succes som de andre spil i serien, hvilket formentlig skyldes spillets specielle 2D grafik frem for fugleperspektivet der ellers kendes fra The Legend of Zelda, The Legend of Zelda: A Link to the Past og diverse Game Boy spil.

## Ekstern henvisning
- Officiel hjemmeside for Zelda serien – bl.a. info, ofte stillede spørgsmål og guider Arkiveret 25. marts 2006 hos  Wayback Machine

| computerspil | Spire Denne computerspilsrelaterede artikel er en spire som bør udbygges. Du er velkommen til at hjælpe Wikipedia ved at udvide den. |